# Skagway
El municipi i borough de Skagway està situat a Alaska, a la regió del Sud-est d'Alaska. Segons el cens del 2020, la població era d'1.240 habitants, en comparació amb els 968 del 2010. La població es duplica durant la temporada turística d'estiu per tal de fer front al gran nombre de turistes d'estiu cada any. Es va incorporar com a municipi el 25 de juny de 2007
Skagway, a l'estret de Taiya, va ser un important port d'aigua salada durant la febre de l'or de Klondike. El ferrocarril de via estreta White Pass and Yukon Route, que formava part del passat miner de la zona i que ara funciona únicament per al comerç turístic i durant els mesos d'estiu, té el seu punt de partida al port de Skagway. Skagway és una parada popular per a creuers, i el comerç turístic és una part important del negoci de Skagway.
Pel que fa a la cultura popular, Skagway també és l'escenari d'una part del llibre The Call of the Wild de Jack London, el llibre Jason's Gold de Will Hobbs i la novel·la The Guardian de Joe Haldeman. La pel·lícula de John Wayne *North to Alaska * (1960) es va filmar a prop.
El nom Skagway (històricament també escrit Skaguay) prové de sha-ka-ԍéi, una expressió tlingit que es refereix figurativament a la mar agitada a l'estret de Taiya, causada per forts vents del nord, i que literalment vol dir dona guapa.